# Augusta Amherst Austen
Pour les articles homonymes, voir Austen.
Augusta Amherst Austen, née le 2 août 1827 à Londres et morte le 5 août 1877 à Glasgow, est une organiste et compositrice britannique.

## Biographie
Augusta Amherst Austen a étudié à la Royal Academy of Music. Elle est organiste d'église pendant la majeure partie de sa carrière active, de 1844 à 1848 à l'église d'Ealing, et de 1848 à 1857 à la chapelle de Paddington. Elle a composé plusieurs cantiques, chants et hymnes, dont l'un, St. Agnes, a été publié dans le Charles Steggall's Church Psalmody en 1849.